# Emmanuel Mayuka
Emmanuel Mayuka, född 21 november 1990, är en zambisk fotbollsspelare som spelar som anfallare för zambiska NAPSA Stars.

## Klubbkarriär

### BSC Young Boys
Den 28 maj 2010 skrev Mayuka på ett femårskontrakt med den schweiziska klubben BSC Young Boys. Han värvades för 1,7 miljoner dollar från Maccabi Tel Aviv som ersättare till Seydou Doumbia som sålts till CSKA Moskva. Den 1 december 2010 gjorde Mayuka två mål i en 4–2-vinst över Stuttgart i Europa League 2010/2011. Den 17 februari 2011 gjorde Mayuka mål i slutminuterna av sextondelsfinalen i Europa League mot ryska FC Zenit Saint Petersburg, vilket säkrade slutresultatet 2–1.

### Southampton
Den 28 augusti 2012 skrev han på ett fem-årskontrakt med Premier League-klubben Southampton. Han värvades för en hemlig summa från BSC Young Boys. Han gjorde sin debut för klubben som inhoppare mot Manchester United på St. Mary's Stadium den 2 september 2012.
Han kom även in som inhoppare i 4–1-vinsten över Aston Villa, där han fick en straff som ledde till det fjärde målet. Den 22 december 2012 spelade han från start för första gången i 1–0 hemmaförlusten mot Sunderland, innan han i 55:e minuten blev utbytt.

## Meriter

### Klubblag
Maccabi Tel Aviv
- Toto Cup: 2008–09

### Landslag
Zambia
- Afrikanska mästerskapet: 2012

### Individuella
- Guldskon i Afrikanska mästerskapet 2012